# Louis Sclavis

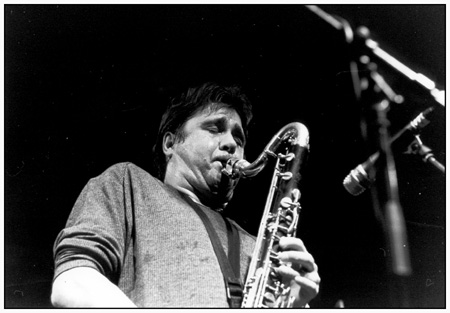
Villeurbanne. 24/03/2001.

Louis Sclavis es un clarinetista y saxofonista de jazz francés. Nació el 2 de febrero de 1953 en Lyon. Empezó a estudiar clarinete a los 9 años, antes de estudiar en el Conservatorio de Lyon. Desde finales de los años 70 empezó a hacer conciertos con el Workshop de Lyon, encuentra a Michel Portal, Bernard Lubat y luego toca con el Brotherhood of Breath de Chris MacGregor y el cuarteto de Henri Texier. Luego graba discos con su propio nombre y toca en los principales festivales. 
Recibió el Premio Django Reinhardt "mejor músico de jazz francés" en 1988. 
En 1989, con su cuarteto, recibe el premio "mejor creador europeo" de la Biennal de Barcelona y recibe en el MIDEM el British Jazz Award 90/91 del mejor artista extranjero. 

## Discografía
- Les violences de Rameau (1996)
  - Yves Robert: trombón
  - Dominique Pifarely: violín, violín eléctrico
  - François Raulin: piano, teclados
  - Bruno Chevillon: contrabajo
  - Francis Lassus: batería

- Suite africaine (1999)
  - Henri Texier: bajo
  - Aldo Romano: batería

- Carnets de Route (2000)
  - Henri Texier: bajo
  - Aldo Romano: batería

- African Flashback (2005)
  - Henri Texier: bajo
  - Aldo Romano: batería

- L'imparfait des langues (2007)
  - Louis Sclavis - bajo, clarinete
  - Marc Baron - saxo alto
  - Maxime Delpierre - guitarra
  - Paul Brousseau - electrónica
  - Francois Merville - batería